# Hydrosaurus
Hidrosaurus es un género de agámidos que incluye a tres especies del Sudeste Asiático, la Wallacea y Nueva Guinea.

## Especies
Se reconocen las siguientes:
- Hydrosaurus amboinensis (Schlosser, 1768)
- Hydrosaurus pustulatus (Eschscholtz, 1829)
- Hydrosaurus weberi Barbour, 1911